# Mikołajki Pomorskie
Mikołajki Pomorskie este o arie protejată (sit de importanță comunitară — SCI) din Polonia întinsă pe o suprafață de 132,44 ha, integral pe uscat.

## Localizare
Centrul sitului Mikołajki Pomorskie este situat la coordonatele 53°50′06″N 19°10′55″E / 53.835°N 19.182°E.

## Înființare
Situl Mikołajki Pomorskie a fost declarat sit de importanță comunitară în octombrie 2009 pentru a proteja 1 specie de animale.

## Biodiversitate
Situată în ecoregiunea continentală, aria protejată conține 6 habitate naturale: Lacuri eutrofice naturale cu vegetație de tip Magnopotamion sau Hydrocharition, Mlaștini turboase de tranziție și turbării mișcătoare, Păduri de fag Luzulo-Fagetum, Păduri de stejar sau de stejar și carpen sub-atlantice și medio-europene de Carpinion betuli, Păduri acidofile de stejar bătrân cu Quercus robur pe câmpii nisipoase, Mlaștini împădurite.
La baza desemnării sitului se află o specie protejată de  pești: Rhynchocypris percnurus.